# نرويجيان إيسكايب
نرويجيان إيسكايب (بالإنجليزية: Norwegian Escape)‏ هي سفينة سياحية والتي تديرها شركة نرويجيان كروزز. ودخلت في الخدمة في عام 2017.

## نبذة
نرويجيان إيسكايب هي سفينة سياحية من فئة بريك أواي بلس وهي أول سفينة يتم بناءها ضمن هذه الفئة التي تشمل أيضًا نرويجيان جوي ونرويجيان إنكور ونرويجيان بليس.أعلنت نرويجيان للرحلات البحرية في 17 أكتوبر 2012 أنها طلبت من ماير ويرفت أول سفينة من فئة بريك أواي بلس، مع خيار لسفينة ثانية على أن يتم تسليمها في ربيع 2017. سيتم تصميم سفن فئة بريك أواي بلس بحجم أكبر من سفن الأسطول من فئة بريك أواي، مع زيادة حجم الحمولة الإجمالية بمقدار 17,000 ليصبح 163,000، مما يوفر مساحة لاستيعاب أكبر للضيوف ومزيد من الميزات. . ، دخلت السفينة الخدمة في أكتوبر 2015. وجرى اختيار اسم السفينة من خلال مسابقة على يو إس إيه توداي. في عام 2014 ، تم اختيار وتكليف الفنان قاي هارفي لرسم العمل الفني على بدن السفينة.
يبلغ إجمالي طول نرويجيان إيسكايب325 مترًا، وغاطس بعمق 8,7 مترًا. بحمولة إجمالية 164,998 طنًا. كما يوجد في السفينة 20 طابقًا تسع 4,266 راكب في إشغال مزدوج.
جُهزت السفينة بخمس محركات رئيسية بطاقة إنتاجية إجمالية تبلغ 102.900 حصان (76.7 ميجاوات).اثنين منها من صنع شركة مان طراز B&W 14V48/60CR، كل منهما بقوة 22.520 حصان (16.79 ميجاوات)، وإثنان من طراز B&W 12V48/60CR . ، بالإضافة إلى محرك كاتربيلر 3516C HD

## روابط خارجية
- الموقع الرسمي